# Amy Chua
Amy L. Chua, född år 1962, är John M. Duff, Jr.-professor i juridik vid Yale Law School. Hon kom till fakulteten 2001 efter att ha undervisat vid Duke Law School. Innan hon påbörjade sin undervisningskarriär arbetade hon med företagsjuridik hos Cleary, Gottlieb, Steen & Hamilton.  Hon inriktar sig på att studera internationella affärsstransaktioner, juridik och utveckling. Mest känd är hon för sin bok Battle Hymn of the Tiger Mother.

## Uppväxt och tidig karriär
Chua föddes i Champaign, Illinois. Hennes föräldrar var av filippinskt ursprung och hade emigrerat till USA. Amys pappa, Leon Chua, är professor i elektroteknik och datorvetenskap vid University of California och är känd för att ha givit upphov till den icke-linjära kretsteorin, cellulära neuronätverk och att ha upptäckt memristorn.  Hon växte upp i ett katolskt hem beläget i West Lafayette, Indiana. När hon var åtta år gammal flyttade hennes familj till Berkeley, Kalifornien. Chua gick på El Cerrito High School och tog  år 1984 examen som magna cum laude med en fil. kand i ekonomi från Harvard University. Hon tog sin jur.dr. cum laude år 1987 från Harvard Law School, där hon också var redaktör för Harvard Law Review.